# Sydney Fox, l'aventurière
 (mai 2021).
Si vous disposez d'ouvrages ou d'articles de référence ou si vous connaissez des sites web de qualité traitant du thème abordé ici, merci de compléter l'article en donnant les références utiles à sa vérifiabilité et en les liant à la section « Notes et références ».
Sydney Fox, l'aventurière (Relic Hunter) est une série télévisée franco-germano-anglo-canadienne en 66 épisodes de 43 minutes, créée par Jay Firestone et Gil Grant et diffusée au Canada sur Citytv puis sur Space et aux États-Unis entre le 20 septembre 1999 et le 20 mai 2002 en syndication. Les deux premières saisons étaient en coproduction avec la France, alors que la troisième saison en coproduction avec le Royaume-Uni.
En France, la série a été diffusée entre le 13 février 2000 et le 21 décembre 2003 sur M6 puis rediffusée sur Téva, W9, TF6 et dès le 15 septembre 2014 sur 6ter ainsi que sur Paris Première du 4 juillet 2016 au 23 septembre 2016 en version HD remastérisée. Au Québec, elle a été diffusée à partir du 27 août 2002 sur Séries+.

## Synopsis
La série suit les aventures et les voyages à travers le monde du professeur d'Histoires Anciennes mondialement connu, Sydney Fox, accompagnée par son assistant britannique Nigel Bailey. Ils travaillent à l'Université de Trinity et sont assistés par Claudia leur secrétaire, enfant gâtée par son père à la tête d'une fortune mais d'une aide efficace par son travail et ses nombreuses relations hautement placées. Claudia a une apparence niaise mais elle a la faculté de se sortir des situations fâcheuses de nature bureaucratique, ainsi que dans des situations plus importantes. Elle accompagne parfois Sydney sur le terrain pour l'aider dans ses recherches (par exemple dans : Les cartes du Destin ou Réincarnation). Karen Petrushky remplace Claudia comme stagiaire intérimaire dans la troisième saison. Plus qualifiée et très compétente, elle sait user de son charme pour obtenir des faveurs auprès de n'importe qui et rivalise d'idées pour éviter à Sydney les pires situations administratives avec l'université.
Ces bribes d'informations nous permettent d'en apprendre plus sur Sydney :
Sydney Fox est d'origine hawaïenne, son père Randal Fox est constructeur de barrages.
Elle fait des études d'Égyptologie, d'Archéologie et d'Histoires Anciennes.
Elle a horreur des cafards. Ses nombreux styles de combats lui viennent des différents voyages qu'elle a entrepris dans le passé (tels que Bali ou Singapour) avec divers assistants avant Nigel, en réalité des conquêtes avec qui elle se remémore le bon temps quand ils se recroisent. On comprend très vite que Sydney Fox est très célèbre dans le monde grâce à ses trouvailles et ses connaissances, ce qui fait d'elle la meilleure chasseuse de reliques, que les gens s'arrachent. Pourtant, Sydney ne travaille pas à son compte; elle reste fidèle à son université (à qui elle reverse les récompenses et dons qui lui sont offerts) et la plupart du temps Sydney se bat pour mettre tous les objets dans des musées pour qu'ils puissent enfin être admirés et retrouver ainsi leur place. Pourtant quelquefois, Sydney rend des objets aux populations auxquelles les objets appartiennent légitimement (Le bol de Bouddha ou Le dernier solstice).

## Distribution

### Acteurs principaux
- Tia Carrere en 2009.Tia Carrere (VF : Laurence Dourlens) : Sydney Fox
- Christien Anholt (VF : Denis Laustriat) : Nigel Bailey

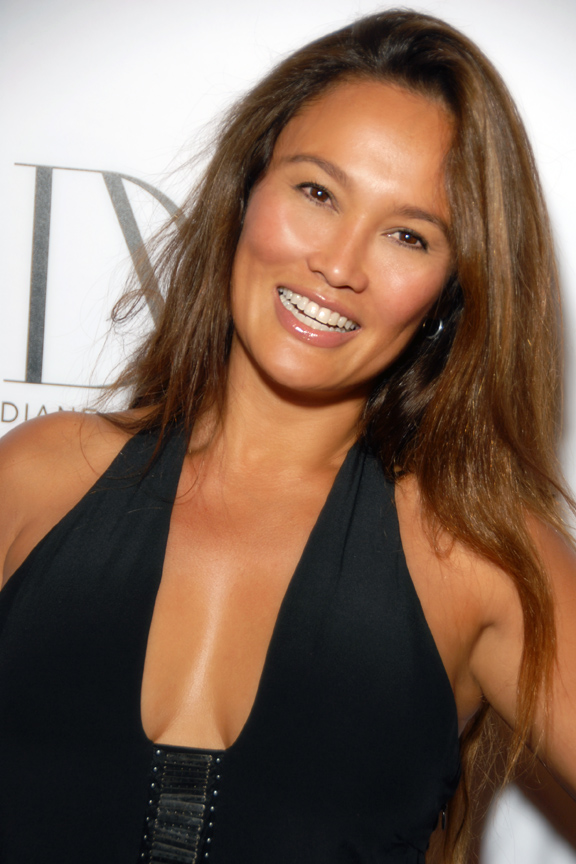
Tia Carrere en 2009.

- Lindy Booth (VF : Véronique Alycia) : Claudia (saisons 1 et 2) créditée au générique dès la saison 2
- Tanja Reichert (VF : Laura Préjean) : Karen Petrusky (saison 3)

### Acteurs secondaires
- Lori Gordon (VF : Vanina Pradier) : Lynette (saison 1)
- Tony Rosato (VF : Jean-Louis Faure) : Stewie Harper (saison 1)
- Louis Mandylor (VF : Marc Alfos) : Derek Lloyd (saisons 1 à 3)
- Thomas Kretschmann (VF : Patrick Osmond) : Kurt Reiner (saison 1)
- John Schneider : Dallas Carter (saison 1, épisode 12)
- Elias Zarou (VF : Marcel Guido) : Edward Patel (saisons 2 et 3)
- Nancy Anne Sakovich (VF : Pauline Larrieu) : Cate Hemphill (saisons 2 et 3)
- Fred Dryer (VF : Yves Rénier) : Rendal Fox, le père de Sydney (saison 2, épisode 7)
- Juan Carlos Velis : Ramirez (saison 2 (non crédité en saison 3))
- John Novak : Rod Thorson (saison 2)
- Crispin Bonham Carter : Preston Bailey, frère de Nigel (saisons 2 et 3)
- Miguel Fernandes : Sean Dryer (saison 2)
- Simon MacCorkindale (VF : Richard Darbois) : Fabrice De Viega/Tafik (saison 3)
- Ravi Steve (VF : Constantin Pappas) : Sanjay (saison 3)
- Adrian Paul (VF : Pierre Dourlens) : Lucas Blackmer (saison 3, épisode 7)

 Source et légende : version française (VF) sur RS Doublage

## Fiche technique
- Création : Gil Grant
- Conseillers créatifs : Frank Cardea, George Schenck, James Thorpe, Kristy Dobkin et Edward Neumeier
- Producteurs : John Ryan, Jonathan Hackett, Gérard Croce, Ken Gord
- Producteur superviseur : Karen Wookey
- Producteur consultant : Bill Taub
- Producteurs exécutifs : Jay Firestone, Adam Haight, Jeff King
- Coproducteurs exécutifs : Christian Charret, Denis Leroy, Simon MacCorkindale, Rob Gilmer et Yann Chassard
- Musique : Donald Quan
- Photographie : Bill Wong, Alwyn Kumst, Colin Hoult et Kevin Rudge
- Montage : Michele Conroy, Eric Goddard, Gordon McClellan, Dale Gagne et Gary L. Smith
- Distribution : Lisa Parasyn, Victoria Burrows, Sylvie Brocheré, Suzanne Crowley, Gilly Poole et Paul Weber
- Création des décors : Ed Hanna, Alain Paroutaud et Jacques M. Bradette
- Création des costumes : Diana Irwin, Judith England, Evelyne Corréard et Julie Whitfield
- Effets spéciaux de maquillage : Colin Penman, Jérôme Jardin et Melissa K. Nicoll
- Effets spéciaux visuels : Sasha Jarh, Anthony Paterson, Marco Polsinelli, Mark Savela, Robin Trickett et Wayne Trickett
- Compagnies de production : Beta Films, Fireworks Entertainment, Gaumont Télévision, M6 Métropole Télévision, ProSieben, Tandem Communications
- Compagnies de distribution : Chum Television, Paramount Pictures, Rysher Entertainment
- Pays d'origine :  France  Allemagne  Canada  Royaume-Uni
- Langue : Anglais Dolby
- Image : Couleurs
- Ratio : 1.77:1 Panoramique (Diffusion télévisée en 1.33:1 plein écran Pan and Scan)
- Durée : 43 minutes

## Épisodes

### Première saison (1999-2000)
1. Sur les traces de Bouddha (Buddha's Bowl)
2. Les Sous-Sols du crime (Smoking Gun)
3. La Bouche diabolique (The Headless Nun)
4. Le Drapeau oublié (Flag Day)
5. La Corde sensible (Thank You Very Much)
6. Le Gant du champion (Diamond in the Rough)
7. Une formule en or (Transformation)
8. La Pierre de Rune (Etched in Stone)
9. Les Secrets de Casanova (The Book of Love)
10. Labyrinthe (The Myth of the Maze)
11. L'Affaire de la couronne (Irish Crown Affair)
12. Le Sarcophage de Jade (The Emperor’s Bride)
13. La Lumière du diamant (Afterlife and Death)
14. Neuf vies (Nine Lives)
15. Affaire de cœur (Affaire de Cœur)
16. Au royaume de l'illusion (A Vanishing Art)
17. Les Joyaux de Marie-Antoinette (A Good Year)
18. Le Dernier Chevalier (The Last Knight)
19. Lettre d'amour (Love Letter)
20. Lamaé (Possessed)
21. Le Calice de la vérité (Nothing but the Truth)
22. Souvenirs de Montmartre (Memories of Montmartre)

### Deuxième saison (2000-2001)
1. Le Dernier Solstice (The Put Back)
2. Le Culte de Kali (Dagger of Death)
3. Descente aux enfers (Last of the Mochicas)
4. Civilisation perdue (The Legend of the Lost)
5. Un amour à haut risque (Fertile Ground)
6. Les Cartes du destin (Gypsy Jigsaw)
7. Le Mandala du dragon (Three Rivers to Cross)
8. Vacances romaines (Roman Holiday)
9. Ensorcellement (Cross of Voodoo)
10. Expédition maudite (Lost Contact)
11. Silence, on tourne ! (The Real Thing)
12. Kidnapping (M.I.A.)
13. Réincarnation (Out of the Past)
14. Des yeux dans la nuit (Eyes of Toklamanee)
15. Chasse à l'homme (Run Sydney Run)
16. Nostradamus (French Connection)
17. La Légende du loup garou (Don't Go Into the Woods)
18. Valise diplomatique (Midnight Flight)
19. Le Masque (The Executioner's Mask)
20. Frères ennemis (The Royal Ring)
21. L'Épée de Saint-Gabriel (Set in Stone)
22. Antidote (Deadline)

### Troisième saison (2001-2002)
1. Le Salaire de l'exploit (Wages of Sydney)
2. Un amour impossible (Mr Right)
3. L'Homme à la cicatrice (Sydney at Ten)
4. La Lumière de la vérité (The Light of Truth)
5. L'Île aux trésors (Treasure Island)
6. Le Diamant éternel (Star of Nadir)
7. Le Baiser des ténèbres (Vampire's Kiss)
8. L’Âme du sorcier (Devil Doll)
9. Incognito (Incognito)
10. Le Collier du mal (All Choked Up)
11. Danger sur le campus (Warlock of Nu Theta Phi)
12. Une femme en danger (Women Want to Know)
13. Tombée du ciel (Fire in the Sky)
14. Les Cendres de Confucius (Hunting with the Enemy)
15. Amazones (Antianeiral)
16. Prison de glace (Under the Ice)
17. La Croix du roi Arthur (Arthur's Cross)
18. La Rivale (Faux Fox)
19. Vilain défaut (Pandora's Box)
20. Pouvoir suprême (The Warlord)
21. L'Eau de jouvence (Fountain of Youth)
22. Le Mystère des druides (So Shall it Be)

## Commentaires
Les différentes histoires de Sydney Fox, l'aventurière s'appuient en général sur un élément véritablement historique, revu afin de rendre le scénario plus plausible (toutefois sans convaincre les puristes ou autres historiens de formation). La scène d'ouverture dépeint ainsi souvent la réalité historique dans un contexte reconnu par les historiens et plus ou moins connu du grand public.
Les personnages principaux, Sydney et Nigel, sont des aventuriers qui voyagent loin de leurs bureaux pour des missions dangereuses. La série regorge également de situations comiques, que ce soit dans les dialogues (Sydney trouvant toujours le mot pour rire dans un combat) ou simplement des scènes qui prêtent à rire ou à sourire. Tandis que Nigel correspond à l'archétype de l'historien sage et sérieux, Sydney, outre sa maîtrise des arts martiaux, a des mœurs beaucoup plus libres et moins conventionnelles. Selon certains amateurs de la série, il y aurait en réalité une histoire d'amour sous leur amitié et Nigel, en tout cas, a des sentiments pour Sydney. On apprend cependant durant la saison 3 (épisode : L'Île au trésor) que Nigel et Sydney, croyant leur dernière minute arrivée, s'avouent mutuellement leur amour platonique.
La série fait de nombreuses références à la franchise Tomb Raider (« Pilleuse de tombe »), ne serait-ce que dans son titre, Relic Hunter (« Chasseuse de reliques »), qui est très similaire. Cependant, l'influence la plus manifeste est celle de la saga Indiana Jones, dont Sydney Fox reprend le principe. 
Le Professeur Lamenza, dans l'épisode La Rivale, est joué par Kenneth Colley, acteur qui a notamment joué dans L'Empire contre-attaque et le Retour du Jedi (rôle de l'amiral Piett).
Dans l'épisode Le Mandala du dragon, le père de Sydney Fox est joué par Fred Dryer, rendu mondialement célèbre avec le rôle de Rick Hunter dans la série du même nom (1984–1991).
Comme la plupart des autres productions du studio Fireworks Entertainment (Tessa à la pointe de l'épée, Andromeda, Invasion planète Terre, Mutant X, Aventure et Associés), la série a été tournée au format panoramique puis recadrée pour la télévision. Les transferts utilisés pour diverses éditions DVD sont issus de cette diffusion, à l'exception de l'édition anglaise qui a bénéficié du transfert de tournage (l'éditeur 4Digital Media a restauré les masters à l'occasion de la sortie anglaise). 
Dans l'épisode 22 de la saison 1, Souvenirs de Montmartre, on voit dans un flashback la grand-mère de Sydney interpréter la célèbre chanson La vie en rose au Moulin-Rouge en 1939... soit six ans avant que la chanson soit écrite.

## Produits dérivés

### DVD
- Zone 2 : France
  - L'intégrale de la saison 1 est sortie sous le titre Sydney Fox, l'aventurière en coffret 6 DVD, le 12 septembre 2007 chez Warner Bros. Le ratio présenté est en 1.33:1 plein écran avec la version française uniquement en dolby digital, sans sous-titres et sans suppléments[4].
- Zone 2 : Allemagne
  - L'intégrale de la saison 1 est sortie sous le titre Relic Hunter, Die Schatzjägerin en coffret 6 DVD, le 27 avril 2007 chez Studiocanal. Le ratio présenté est en 1.33:1 plein écran avec la version allemande uniquement en dolby digital, sans sous-titres. En supplément, des filmographies ainsi que des notes de production. (ASIN B000NKH87K)
  - L'intégrale de la série est sortie sous le titre Relic Hunter, Die Komplette Serie en coffret 15 DVD (3 boîtiers de 5 DVD contenus dans un coffret cartonné ciré), le 17 août 2015 chez KSM GmbH. Le ratio est identique, 1.33:1 plein écran avec la version allemande uniquement en dolby digital, sans sous-titres ni suppléments. (ASIN B00W9AE0B4)
- Zone 2 : Royaume-Uni
  - L'intégrale de la saison 1 est sortie sous le titre Relic Hunter, The Complete First Season en coffret 6 DVD, le 28 décembre 2015 chez 4Digital Media. Le ratio est en 1.77:1 Widescreen Panoramique 16/9 en anglais dolby digital uniquement, sans sous-titres. (ASIN B014V3RHHA)